# Янченково
Янченково — село в Тогучинском районе Новосибирской области. Административный центр Гутовского сельсовета.

## География
Площадь села — 102 гектара.

## История
В 1976 году указом Президиума Верховного Совета РСФСР посёлок центральной усадьбы совхоза «Гутовский» переименован в село Янченково.

## Население
| 2002 | 2007  | 2010 |
| ---- | ----- | ---- |
| 910  | ↗1031 | ↘788 |

## Улицы
| - ул. Береговая, - ул. Весенняя, - ул. Лесная, - ул. Майская, | - ул. Новая, - ул. Садовая, - пер. Сосновый, - ул. Строительная, | - ул. Уфимская, - ул. Центральная, - ул. Школьная, - ул. Шоферская. |

## Инфраструктура
В селе по данным на 2007 год функционируют 1 учреждение здравоохранения и 1 учреждение образования.